# Fabrica de Zahăr, Fălești
Fabrica de Zahăr este un sat din cadrul orașului Fălești din raionul Fălești.